# Geomys pinetis
Geomys pinetis е вид бозайник от семейство Гоферови (Geomyidae).

## Разпространение
Видът е разпространен в САЩ (Алабама, Джорджия и Флорида).